# Hooligans (film, 2005)
Hooligans (orig. Green Street Hooligans nebo jen Green Street) je americko-britský nezávislý film o fotbalových hooligans v Anglii z roku 2005. Hlavní postavou je americký student v podání Elijah Wooda, který se zaplete s "fotbalovou firmou" West Hamu vedenou bratrem jeho švagra. Příběh a scénář napsal bývalý příslušník hooligans Dougie Brimson.

## Děj
Matt Buckner je vyloučen ze studia žurnalistiky na Harvardu poté, co je v jeho pokoji nalezen kokain jeho spolubydlícího Jeremyho Van Holdena. Kvůli moci rodiny Van Holdenových se Matt bojí říci pravdu, a tak se přestěhuje do Londýna za svou sestrou Shannon a jejím mužem Stevem. Tam se seznámí se Stevovým bratrem Petem, který vede místní fotbalovou firmu Green Street Elite (GSE) (skupinu hooligans fandící West Hamu) a učí na místní škole. Na Steveovo požádání vezme Pete neochotně Matta na zápas mezi West Hamem a Birmingham City.
Matt se seznámí s Peteovými přáteli, členy firmy. Všichni ho přijmou mimo Peteovy pravé ruky Magora. Po několika pivech se vydají na stadion. Po zápase jde Matt sám pryč na metro, ale je napaden fanoušky Birminghamu, ale naštěstí je zachráněn členy GSE. Přestože je Birminghamských více, GSE se rozhodne jim postavit. Matt ve své první opravdové bitce přispěje a je přijat mezi GSE. Po hádce se Stevem se Matt přestěhuje k Peteovi. Matt se brzy dozví, že úhlavními nepřáteli GSE jsou fanoušci Millwallu, které vede Tommy Hatcher.
Jeden ze členů GSE jednou uvidí Matta s jeho otcem, známým novinářem, v redakci The Times, a proto si začne myslet, že je Matt novinářem taky. Když se o tom, že studoval žurnalistiku, dozví Steve, jde Matta varovat. Vyjde najevo, že Steve je "Major" GSE. Tu ale opustil po posledním zápase mezi West Hamem a Millwall před deseti lety, kdy při bitce zemřel dvanáctiletý syn Tommyho Hatchera. Od té doby Hatcher obviňuje GSE a Stevea z jeho smrti. Pak dojde k hádce mezi Magorem a Petem kvůli Mattově novinařině. Magor o tom informuje Hatchera a Millwallští pak napadnou bar GSE, dokonce za pomoci zápalné lahve. Hatcher pořeže Steveovi krk rozbitou lahví a ten je převezen do nemocnice. Tam obviní Pete Magora ze zrady.
Později se GSE s Millwalskými sejde u Millennium Dome na další rvačku. Pete, Matt i Magor se perou za GSE, ale na místo přijede Mattova sestra Shannon se synem a jsou napadeni Millwallskými. Matt a Magor je brání. Když si Pete všimne, že za nimi jde Hatcher, odláká jeho pozornost. Rozčílený Hatcher na již zraněného Petea zaútočí a zabije ho. Tím boj skončí a všichni se šokovaní shromáždí okolo mrtvého Petea.
Matt se pak vrátí do USA a na toaletě v restauraci se setká s Jeremym Van Holdenem, který zrovna šňupe kokain. Jeremy Mattovi řekne, aby odešel. Matt pak pustí diktafon a přehraje to, co Jeremy zrovna řekl – přiznal se ke svému činu na Harvardu. Jeremy se pokusí Mattovi diktafon vzít, ale ten se lehce ubrání a chystá se Jeremyho udeřit, ale místo toho s úsměvem odejde. Film končí záběrem na Matta, jak jde po ulici a zpívá si hymnu West Hamu I'm Forever Blowing Bubbles.

## Obsazení
| Elijah Wood    | Matt Buckner           |
| Charlie Hunnam | Pete Dunham            |
| Leo Gregory    | Magor                  |
| Claire Forlani | Shannon Buckner Dunham |
| Marc Warren    | Steve Dunham           |
| Ross McCall    | Dave                   |
| Rafe Spall     | Swill                  |
| Kieran Bew     | Ike                    |
| Geoff Bell     | Tommy Hatcher          |
| Terence Jay    | Jeremy Van Holden      |